# Rak w miejscu
Rak w miejscu, CIS (łac. carcinoma in situ, rak przedinwazyjny, rak 0 stopnia (określenie klinicznego zaawansowania)) – postać nowotworu, który ograniczony jest do jednej tkanki danego narządu i nie przekracza jej granicy (np. rak śródnabłonkowy). Z tego powodu rak w miejscu przeważnie jest zmianą płaską i nie ma postaci guza. Rak w miejscu odznacza się znikomą inwazyjnością i nie nacieka tkanek otaczających.

## Dysplazja, rak w miejscu i rak inwazyjny
Pojęcia dysplazji, raka w miejscu i raka inwazyjnego są powiązane, ponieważ reprezentują trzy etapy progresji w kierunku raka:
- Dysplazja jest najwcześniejszą zmianą przednowotworową rozpoznawalną w biopsji przez patologa.
- Rak w miejscu jest to zmiana histopatologicznie podobna do dysplazji dużego stopnia (dysplasia gradus maioris), dlatego obecnie obie zmiany są klasyfikowane jako CIN III. Ryzyko transformacji w raka inwazyjnego jest duże, natomiast leczenie jest jeszcze zazwyczaj łatwe.
- Rak inwazyjny, zwany właściwie rakiem (z tego względu, że w definicji raka zawarta jest cecha naciekania podścieliska, stąd sprzeczność występuje również w pojęciu raka przedinwazyjnego) jest ostatnim stadium w całej tej sekwencji. Jest to choroba, która dokona inwazji (przerzutów) na organizm, jeśli pozostawi się ją nieleczoną i najprawdopodobniej go zabije.

Przeczytaj ostrzeżenie dotyczące informacji medycznych i pokrewnych zamieszczonych w Wikipedii.